# Baréin en los Juegos Paralímpicos de Barcelona 1992
Baréin estuvo representado en los Juegos Paralímpicos de Barcelona 1992 por cuatro deportistas masculinos.

## Medallistas
El equipo paralímpico bareiní obtuvo las siguientes medallas:
| Nombre          | Deporte   | Evento                 |
| --------------- | --------- | ---------------------- |
| Oro             |           |                        |
| —               |           |                        |
| Plata           |           |                        |
| —               |           |                        |
| Bronce          |           |                        |
| Jaled Al-Saquer | Atletismo | Disco THW2-3 masculino |